# Jan Nepomuk Vocet
Jan Nepomuk Vocet, psán také Giovanni Wocet či Wozet (14. dubna 1777 Tetín – 28. ledna 1843 České Budějovice) byl český varhaník a hudební skladatel.

## Život
Pocházel z rodiny českého kantora Josefa Vocta. V letech 1795–1797 působil patrně v Miroticích. Spolehlivě je v roce 1799 doložen jeho pobyt v Neznašově, kde byl kantorem a regenschorim a 21. října tohoto roku se i oženil v Miroticích s Veronikou Hájkovou. S ní měl 6 dětí. 17. dubna 1819 se v Českých Budějovicích oženil podruhé s Janou Nepomucenou Laubovou z Plzně a měl s ní další 3 děti. 29. srpna 1837 se v Českých Budějovicích oženil potřetí s Rosalií Zátkovou.
V roce 1801 byl jmenován ředitelem kůru v katedrále sv. Mikuláše v Českých Budějovicích. Tam pak působil až do své smrti.
Bratr skladatele, Ignác Vocet (1797–1874), byl rovněž hudebním skladatelem.

## Dílo
Vynikl jako skladatel chrámové hudby. Jeho skladby byly přístupné posluchačům a proveditelné i v menších kostelech. Dochovaly se na mnoha českých i moravských kůrech. Napsal jich neuvěřitelné množství. Jen soupis jeho děl v budějovickém chrámovém archivu obsahuje na 1900 skladeb. Komponoval však i hudbu taneční. Klavírní skladby tohoto druhu byly vydány tiskem ve Vídni.